# Поляки (Польща)
Поляки (пол. Polaki) — село в Польщі, у гміні Котунь Седлецького повіту Мазовецького воєводства.
Населення — 360 осіб (2011).
У 1975-1998 роках село належало до Седлецького воєводства.

## Демографія
Демографічна структура станом на 31 березня 2011 року:
|          | Загалом | Допрацездатний вік | Працездатний вік | Постпрацездатний вік |
| -------- | ------- | ------------------ | ---------------- | -------------------- |
| Чоловіки | 179     | 33                 | 121              | 25                   |
| Жінки    | 181     | 32                 | 107              | 42                   |
| Разом    | 360     | 65                 | 228              | 67                   |